# 倪谷音
倪谷音（1933年—2024年10月14日），女，中国教育家，曾任上海市第一师范学校附属小学校长，第五届全国人大代表、常委会委员。